# Dukla Banská Bystrica (cyklistický tým)
Dukla Banská Bystrica (UCI kód: DKB) je slovenský cyklistický UCI Continental tým, jenž vznikl v roce 2004. V minulosti za tým jezdili Peter Sagan a Peter Velits. Tým je součástí Vojenského športového centra Dukla Banská Bystrica.

## Soupiska týmu
K 30. červenci 2023
- Martin Chren (SVK) (* 8. května 1999)
- Jakub Galovič (SVK) (* 30. prosince 2004)
- Denis Hoza (SVK) (* 12. prosince 2002)
- Dávid Kaško (SVK) (* 24. dubna 1997)
- Lukáš Kubiš (SVK) (* 31. ledna 2000)
- Filip Lohinský (SVK) (* 24. ledna 2002)
- Simon Nagy (SVK) (* 26. července 2001)
- Pavol Rovder (SVK) (* 9. dubna 2001)
- Samuel Tuka (SVK) (* 24. srpna 2003)
- Patrik Tybor (SVK) (* 16. září 1987)

## Vítězství na národních šampionátech
2006
 Slovenský silniční závod, Maroš Kováč
2009
 Slovenský silniční závod, Matej Vysna
2013
 Slovenská časovka do 23 let, Erik Baška
2014
 Slovenská časovka do 23 let, Mario Daško
2016
 Slovenský cyklokros, Martin Haring
2017
 Slovenský MTB maraton, Martin Haring
 Slovenské cross-country, Martin Haring
 Slovenský závod do kopce, Martin Haring
2018
 Slovenská časovka, Marek Čanecký
2019
 Slovenská časovka, Ján Andrej Cully
2020
 Slovenská časovka, Ján Andrej Cully
2022
 Slovenský silniční závod do 23 let, Lukáš Kubiš
 Slovenská časovka do 23 let, Samuel Kováč
2023
 Slovenský silniční závod do 23 let, Simon Nagy